# Picture Perfect
Picture Perfect es una comedia romántica de 1997, protagonizada por Jennifer Aniston, Jay Mohr, Kevin Bacon, Illeana Douglas, Olympia Dukakis y Anne Twomey.

## Trama
Kate (Jennifer Aniston) está luchando en el negocio de la publicidad en Nueva York, creyendo en sus talentos, pero no puede avanzar. Cuando la oportunidad de ser promovida aparece, su jefe Sam (Kevin Bacon) decide rechazarla porque ella "no es lo suficientemente estable". Su compañera de trabajo Darcy inventa una historia acerca de un compromiso con un hombre llamado Nick (Jay Mohr) quien vive en Massachusetts, y trabaja como camarógrafo, que es con quien Kate aparecía en una fotografía que fue tomada durante la boda de un amigo reciente. 
Todo parece funcionar bien para Kate. Incluso consigue la atención de su colega (Kevin Bacon) al que ella siempre quiso, pero luego los eventos toman un giro dramático obligándola a llevar a su supuesto novio a cenar con su jefe después de que Nick salva a una pequeña niña de un incendio y termina en las noticias, sin mencionar en la portada de varios periódicos. Ella le pide a Nick que finja ser su novio y "termine" con ella. Nick no quiere cumplirlo, pero coopera con Kate.
Nick y Kate lentamente comienzan a enamorarse.

## Taquilla
La película se estrenó en el número 5 de Norteamérica consiguiendo $7,8 millones en su primer fin de semana.